# Ostlegionen

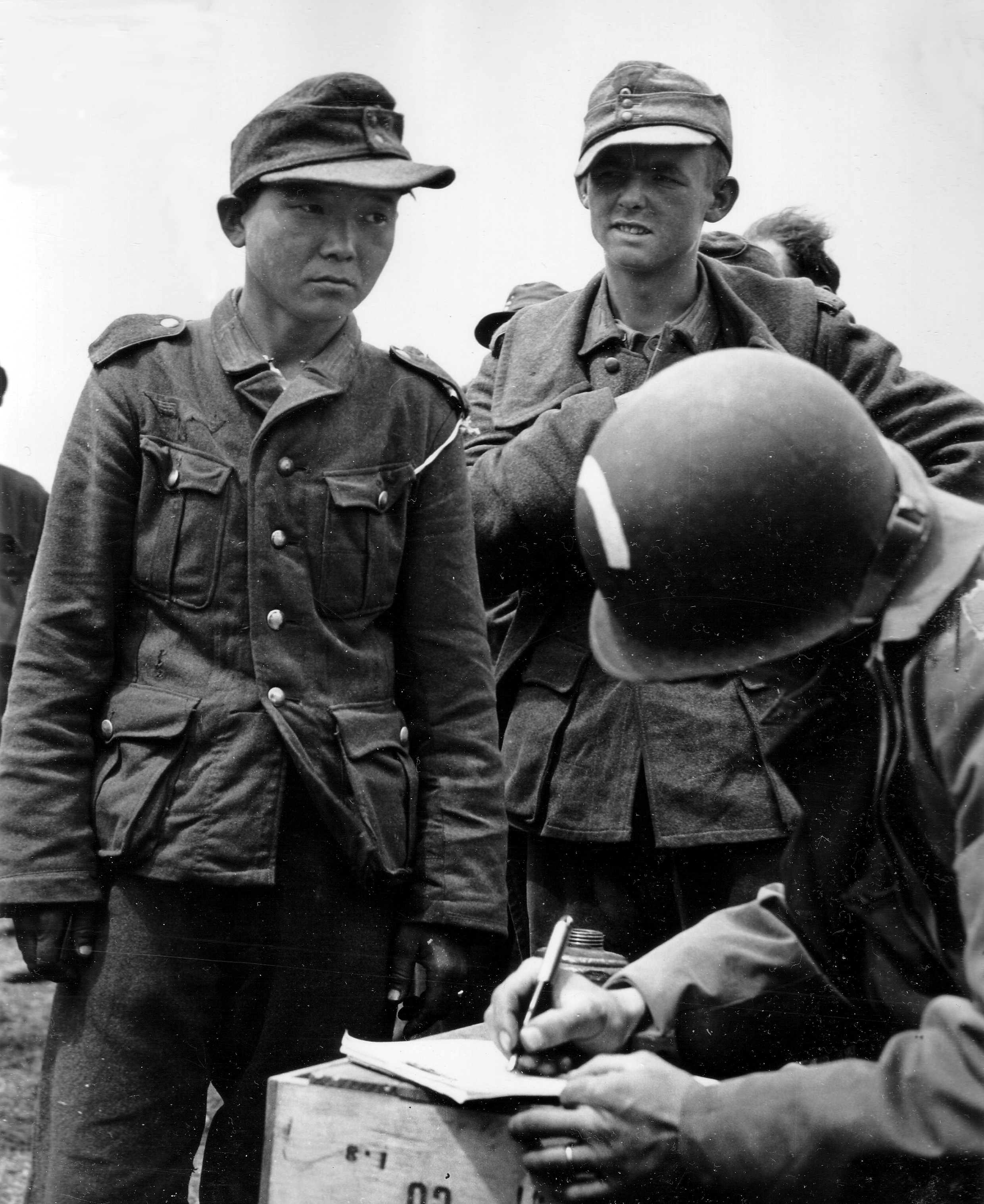
Yang Kyoungjong fue un coreano que fue forzado a servir en el Ejército Imperial Japonés, el Ejército Rojo y en un Ostbataillon, una unidad extranjera de la Wehrmacht. Fue capturado por las fuerzas estadounidenses en Normandía en 1944.

Ostlegionen ("legiones orientales"), Ostbataillonen ("batallones orientales"), Osttruppen ("tropas orientales"), Osteinheiten ("unidades orientales") eran unidades militares en el Heer (ejército) de la Alemania nazi, durante la Segunda Guerra Mundial que estuvieron compuestas por personal de los países que componían la Unión Soviética. Representaban un subconjunto importante dentro de un uso más amplio de las fuerzas no alemanas por parte de la Wehrmacht (incluidas las Waffen-SS).
Algunos miembros de estas unidades fueron reclutados a la fuerza, mientras que otros se ofrecieron como voluntarios. Muchos eran antiguos miembros del personal soviético, reclutados en campos de prisioneros de guerra. Las Osttruppen a menudo se estacionaban lejos de las líneas del frente y se utilizaba para la defensa costera o las actividades en la retaguardia, como las operaciones antipartisanas, lo que libraba a las fuerzas regulares del Eje para el servir en primera línea.
Pertenecían a dos tipos distintos de unidades:
- Osbataillonen: compuestos por varias nacionalidades, surgidas principalmente de entre prisioneros de guerra capturados en Europa del Este, que se habían formado en unidades del tamaño de un batallón, que se integraron individualmente en las formaciones de combate alemanas.
- Ostlegionen: eran unidades más grandes de tipo legión extranjera que se formaban entre miembros de una minoría étnica o minorías específicas y que comprendían múltiples batallones.

Los miembros de las Osteinheiten por lo general eran ejecutados o recibían penas severas de encarcelamiento, si eran capturados por las fuerzas soviéticas o repatriados a la URSS por los aliados occidentales.

## LosOstbataillonen

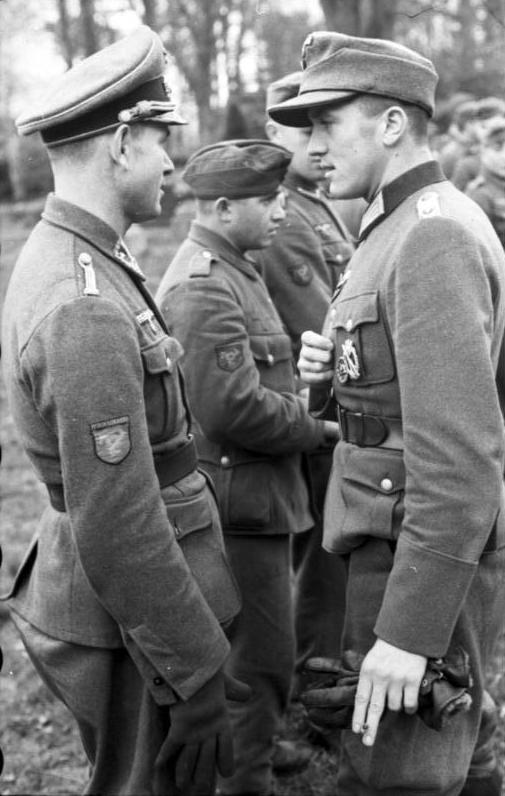
Miembros de la Legión Nordfrankreich reclutados del Reichskommissariat de Bélgica y el Norte de Francia, Francia 1943

Los miembros de los Ostbataillonen vestían uniformes y equipamiento alemán y eran integradas en formaciones alemanas más grandes. Comenzaron como iniciativas individuales de algunos comandantes militares, pero finalmente se oficializaron y hacia finales de 1943 contenían 427,000 miembros, una fuerza equivalente a 30 divisiones alemanas. La mayoría fueron utilizados en el frente oriental y en los Balcanes.
Durante 1944, algunos Ostbataillonen fueron estacionados en el norte de Francia, en previsión de una invasión aliada occidental. Las unidades que lucharon en la Batalla de Normandía formaban parte de las divisiones de infantería estáticas alemanas 243 y 709, situadas en las proximidades de las playas Utah, Juno y Sword. Los Ostbataillonen también estuvieron presentes en el sur de Francia, durante los desembarcos aliados con el nombre en código Operación Dragoon.

## LasOstelegionen
| Nombre de la Unidad                                 | Tamaño y composición |
| --------------------------------------------------- | --- |
| Legión Armenia                                      | 11 batallones compuestos por armenios étnicos |
| Legión de Azerbaiyán / Legión Musulmana del Cáucaso | Compuesta por azeríes, daguestaníes, chechenos, inguses y lezguinos |
| 1.ª División de Caballería Cosaca                   | Una división de caballería formada por voluntarios cosacos; transferida en 1945 del Heer a las Waffen-SS                                                                                 |
| Legión Georgiana                                    | 14 batallones, compuestos por georgianos étnicos |
| Ejército Ruso de Liberación                         | Conocido como el "Ejército Vlasov"; una formación del tamaño de un cuerpo compuesto principalmente por voluntarios étnicos rusos                                                         |
| Legión del Turquestán                               | 34 batallones, compuestos por turcomanos, uzbecos, kazajos y otras nacionalidades de Asia Central; entraron en acción como la 162. Legión Turcomana de Infantería en Yugoslavia e Italia |
| Ejército Ucraniano de Liberación                    | Varias unidades ucranianas que comprendían más de 50,000 personas |